# 조카이정
조카이정(鳥海町)은 아키타현 남쪽에 있던 정이다. 2005년 3월 22일, 혼조시 및 다른 유리군 6정(이와키정, 오우치정, 유리정, 니시메정, 히가시유리정, 야지마정)과 합병하여 유리혼조시가 되었다. 합병후 유리혼조시 도리우미초로서 지명이 남아있다.

## 역사
- 1955년 3월 31일 - 가와우치촌, 히타네촌, 지네고촌과 합병해 조카이촌이 되어 탄생하였다.
- 1980년 11월 1일 - 정으로 승격해 조카이정이 되었다.
- 2005년 3월 22일 - 혼조시, 이와키정, 오우치정, 유리정, 니시메정, 히가시유리정, 야지마정과 합병해 유리혼조시가 되었다.

## 교통

### 철도
동내에 철도는 다니지 않으며, 가장 가까운 역은 유리 고원 철도 도리카이 산로쿠 선 야시마 역으로 경유해야한다.

### 도로
- 국도 108호